# Nhà phát minh
Nhà phát minh là người tạo ra hoặc khám phá ra một phương pháp, hình thức, thiết bị mới hoặc các phương tiện hữu ích khác được biết đến như một phát minh.
Hệ thống các bằng sáng chế (phát minh) được thành lập để khuyến khích các nhà phát minh bằng cách cấp độc quyền sở hữu; sở hữu các phát minh được xác định là đủ mới lạ, chưa có và hữu ích. Mặc dù phát minh có liên quan chặt chẽ với khoa học và kỹ thuật, các nhà phát minh không nhất thiết phải là kỹ sư cũng như nhà khoa học.

## Trong tiếng Anh
Nhà phát minh trong tiếng Anh xuất phát từ một động từ tiếng Latin "invenire", có nghĩa là "tìm thấy".